# 아타리 8비트 제품군
아타리 8비트 제품군(영어: Atari 8-bit family)는 아타리 주식회사가 제작한 일련의 8비트 가정용 컴퓨터 제품군이다. 1979년에 출시한 아타리 400 및 아타리 800로 시작했다. 발매 당시에는 '아타리 8비트 제품군'라는 단어를 사용하지 않았고 "아타리 800 [혹은 400] 가정용 컴퓨터 시스템"같이 아타리는 "아타리 400/800"나 "아타리 가정용 컴퓨터"라는 말로 제품을 지칭했다. 보조프로세서를 장착한 최초의 가정용 컴퓨터로 동시대의 컴퓨터보다 발전된 그래픽과 사운드를 발할 수 있었다. 비디오 게임을 플레이할 수 있는 점이 제품이 내세운 강점이었으며 일인칭 우주전투 시뮬레이션 게임 《스타 레이더스》가 플랫폼 킬러 애플리케이션이었다.
아타리 800는 고사양 제품이었으며 400는 저사양 저가형 모델이었다. 아타리 400는 멤브레드 키보드를 탑재하고 초기에는 8KB RAM을 장착했다. 800는 일반 키보드를 사용하고 카트리지 슬롯 2개와 최대 48K RAM 업그레이드를 지원했다. 두 기종 모두 1.79 MHz MOS 6502 CPU(PAL판은 1.77 MHz)와 같은 코프로세서를 탑재했다. 플러그 앤드 플레이 주변기기들은 아타리 SIO 직렬 통신을 사용하며 이후 이 중 한 종은 USB 특허 출원의 기원이었다.  아타리 8비트 제품군의 핵심구조는 이후 1982년 가정용 게임기 아타리 5200에 재활용됐다. 아타리 5200와 8비트 제품군은 서로 호환되진 않는다.
아타리 400 및 800는 같은 사양에 외곽을 바꾼 후속기기로 대체됐다. 1983년에 1200XL, 600XL 및 800XL 3종의 컴퓨터를 포함한 XL 제품군이 출시됐다. 아타리 법인이 출자한 이후인 1985년, 3종의 컴퓨터 65XE, 800XE 및 130XE를 포함한 XE 제품군이 발매됐다. XL 및 XE 제품군은 기존 제품보다 중량이 가벼우며 조이스틱 포트가 4개에서 2개로 감소하고 아타리 베이직을 기본지원했다. 130XE는 128KB 뱅크 전환 RAM을 탑재했다. 1987년, 아타리 법인은 65XE에 키보드를 동봉한 게임기로 개량한 아타리 XEGS를 발매했으며 이는 컴퓨터 소프트웨어와 호환됐다.
1979년부터 1985년대 중반까지 발매한 아타리 8비트 컴퓨터들의 총판매량은 약 200만 대였다. 1984년, 아타리는 자사의 컴퓨터 및 아타리 5200 게임기를 소유한 사용자가 4백만 명에 달한다고 발표했다. 아타리 8비트 제품군은 시어스같은 백화점 및 컴퓨터 전문점에서 홍보용으로 전시됐다. 아타리 제품군의 주요 경쟁기기는 1982년에 발매된 코모도어 64였다. 1992년에 8비트 제품군에 대한 지원이 종료됐다.